# نطاق التكافؤ

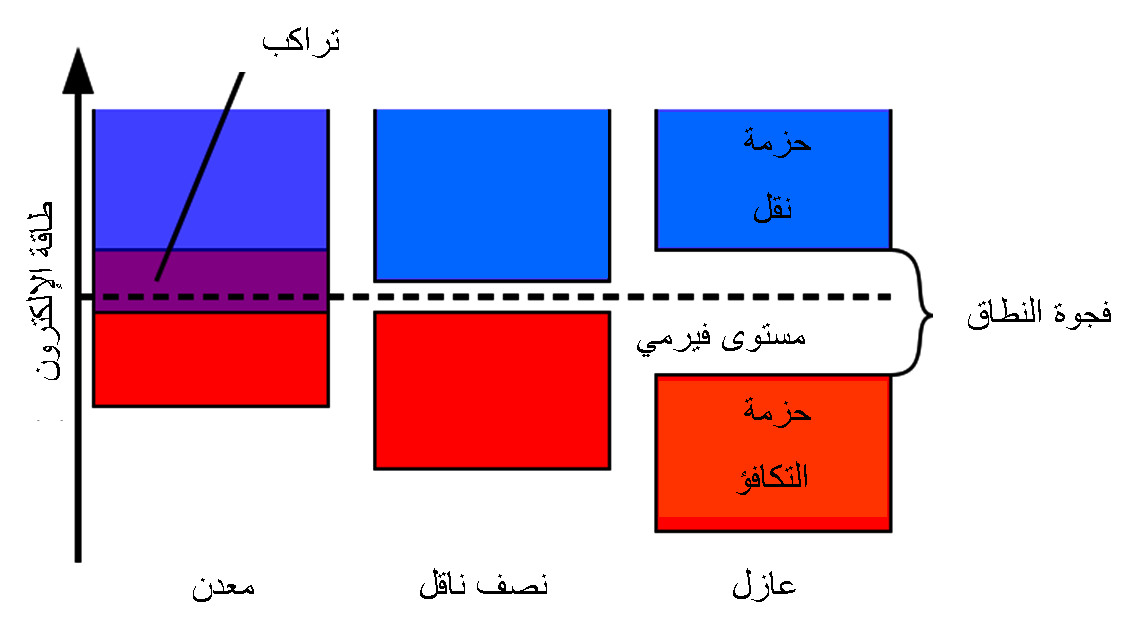
شكل 1: مخطط مبسط يظهر نطاقات الطاقة للإلكترونات في المعادن، أنصاف النواقل، والعوازل.

نطاق التكافؤ هو نطاق طاقة يقع أسفل نطاق التوصيل كما هو ظاهر في الشكل. عندما يكون نطاق التكافؤ ممتلئا إلى آخره بالإلكترونات مع خلو نطاق التوصيل من أي إلكترون, تفقد المادة قدرتها على التوصيل الكهربائي. لذا لا بد من وجود بعض الفراغات داخل نطاق التكافؤ لتوصيل الكهرباء، أو وجود بعض الالكترونات في نطاق التوصيل. تدعى الواحدة من تلكم الفراغات بـفجوة إلكترون.
لكي يصعد الإلكترون من نطاق التكافؤ إلى نطاق التوصيل يحتاج إلى طاقة تساوي على الأقل فجوة النطاق. ولكي يهبط من نطاق التوصيل إلى نطاق التكافؤ عليه فقدان طاقة تساوي على الأقل فجوة النطاق على هيئة ضوء (فوتون) أو حرارة (فونون). إذا كانت فجوة النطاق مباشرة, أطلق الإلكترون طاقته على هيئة فوتون. أما إذا كانت فجوة النطاق غير مباشرة أطلق طاقته على هيئة فونون.
يستفاد من انتقال الإلكترونات بين نطاقي التوصيل والتكافؤ في عدة تطبيقات أهمها الخلية الشمسية والليزر والميزر والثنائي المضيء.